# Завучи
«За́вучи» (англ. Vice Principals) — американский комедийный телесериал, выпущенный телеканалом HBO 17 июля 2016 года. В главных ролях задействованы: Дэнни Макбрайд, Уолтон Гоггинс и Кимберли Хеберт. Всего было выпущено восемнадцать эпизодов, которые разделены на два сезона.

## Сюжет
События сериала происходят в одной из средних школ штата Южная Каролина. Нил Гэмби (Дэнни Макбрайд) — сварливый, авторитарный, и презираемый своими коллегами завуч стремится занять должность директора школы, после того как освобождается вакантное место. Ему противостоит ещё один из наиболее вероятных кандидатов в кресло руководителя — второй завуч Ли Рассел (Уолтон Гоггинс), коварный социопат. Однако, все их надежды ломает решение бывшего директора (Билл Мюррей) пригласить на ведущую должность специалиста со стороны — доктора Белинду Браун (Кимберли Хеберт Грегори). Когда попытки Гэмби наложить вето на этот вердикт терпят фиаско — из-за отказа поддержать его школьным советом — он сговаривается с Расселом с целью разрушить её репутацию и дискредитировать в глазах общественности.
Правдами и неправдами Гэмби и Рассел добиваются смещения Белинды Браун. У Гэмби начинается роман с привлекательной учительницей английского языка Амандой Снодграсс. После инцидента связанного со стрельбой в стенах школы, Гэмби оказывается ранен и Рассел остается исполняющим обязанности директора. Между Гэмби и Расселом возникает размолвка, так как именно Рассела обвиняют в организации инцидента со стрельбой. Как выясняется все это подстроила потерявшая рассудок на почве ревности преподаватель испанского Джен Аббот, влюбленная в Гэмби. Продемонстрировав самообладание, Гэмби защищает друга от нападения тигра, которого привезли на выпускной праздник как талисман школы.
В концовке второго сезона Гэмби получает вожделенный пост директора в другой школе. После размолвки к нему возвращается Аманда, которая становится писательницей и готовит к выпуску первую книгу.

## В ролях
- Дэнни Макбрайд — Нил Гэмби (завуч средней школы North Jackson High, сварливый мужчина средних лет с диктаторскими замашками).
- Уолтон Гоггинс — Ли Рассел (завуч по учебному плану, коварный манипулятор и расист).
- Кимберли Хеберт — Белинда Браун (новый школьный директор, самоуверенная и властная женщина).
- Джорджия Кинг — Аманда Снодграсс (учительница английского языка, идеалистка по натуре).
- Бизи Филиппс — Гэйл Литрепп (бывшая жена Нила, нынешняя супруга Рэя, презирает бывшего мужа).
- Ши Уигхэм — Рэй Литрепп (ненавидимый Нилом, новый супруг Гэйл, несмотря на поддержку с его стороны).

## Производство
15 июня 2015 года издание Charleston City Paper сообщило о начале съёмок сериала в городе Северный Чарльстон, штат Южная Каролина. По данным газеты в сериале примут участие два известных комика — Уилл Феррелл и Билл Мюррей (первый эпизод), в камео. Сцены, которые происходят в школе были сняты в кампусе R.B. Stall High School, а также в университетском городке школы West Ashley High School.

## Эпизоды

### Сезон 1 (2016)
| № общий | № в сезоне | Название                     | Режиссёр       | Автор сценария                                 | Дата премьеры    | Зрители в США (млн) |
| ------- | ---------- | ---------------------------- | -------------- | ---------------------------------------------- | ---------------- | ------------------- |
| 1       | 1          | «The Principal»              | Джоди Хилл     | Дэнни Макбрайд и Джоди Хилл                    | 17 июля 2016     | 1,15                |
| 2       | 2          | «A Trusty Steed»             | Джоди Хилл     | Дэнни Макбрайд и Джон Карчиери                 | 24 июля 2016     | 0,79                |
| 3       | 3          | «The Field Trip»             | Дэнни Макбрайд | Дэнни Макбрайд, Джон Карчиери и Адам Каунти    | 31 июля 2016     | 0,89                |
| 4       | 4          | «Run for the Money»          | Джоди Хилл     | Дэнни Макбрайд, Джон Карчиери и Джефф Фрэдли   | 7 августа 2016   | 0,71                |
| 5       | 5          | «Circles»                    | Джоди Хилл     | Дэнни Макбрайд, Джон Карчиери и Хэйс Девенпорт | 14 августа 2016  | 0,82                |
| 6       | 6          | «The Foundation of Learning» | Джоди Хилл     | Дэнни Макбрайд, Джон Карчиери и Бен Дуган      | 21 августа 2016  | 0,85                |
| 7       | 7          | «The Good Book»              | Джоди Хилл     | Дэнни Макбрайд, Джон Карчиери и Хэйс Девенпорт | 28 августа 2016  | 0,62                |
| 8       | 8          | «Gin»                        | Джоди Хилл     | Дэнни Макбрайд, Джон Карчиери и Тим Саккардо   | 11 сентября 2016 | 0,63                |
| 9       | 9          | «End of the Line»            | Джоди Хилл     | Дэнни Макбрайд и Джон Карчиери                 | 18 сентября 2016 | 0,56                |